# Reus: semanario independiente
Reus: semanario independiente, defensor de los intereses generales de esta ciudad y su comarca va ser un periòdic publicat a Reus des del 19 d'agost de 1899 fins al 20 de juliol de 1901.

## Història
Diu el periodista i historiador reusenc Francesc Gras i Elies: "De este semanario independiente […] era propietario y director D. Gregorio Fernan Küpfer, joven americano que residía en ésta".
A l'editorial del primer número declara que vol defensar tot allò que afecti Reus i la seva comarca amb la més absoluta independència i imparcialitat: "Defender en primer lugar, con todas nuestras fuerzas, los intereses generales de esta ciudad". Busca la unió, que veu difícil, de tots els partits i grups per a aconseguir "la regeneración absoluta" de Reus i la comarca. A partir de: Año II, no. 28 (25 de febrer de 1900) el subtítol és: Periódico independiente, defensor de los intereses generales de esta ciudad y su comarca, i passa a ser diari. Parla de temes locals, denúncia i dona alternatives a la política municipal. Sembla que el diari s'acaba el 27 de juny, encara que reapareix el 7 de juliol de 1900 com a setmanari per tornar a tancar el 28 de juliol. Encara reapareix el 20 de juliol de 1901 altra vegada com a setmanari, però només durà uns quants números. Al número 125, de 7 de juliol de 1900, imprès en paper de color verd, inclou una nota del director i propietari en la que comunica que per motius de salut el diari va deixar de publicar-se el 27 de juny i que ara seguirà com a setmanari. L'últim número conegut és del 9 de novembre de 1901.

## Aspectes tècnics
S'imprimeix a la Impremta de Carreras i Vila i després a la de Hijos Sanjuan, en format gran foli i quatre pàgines a quatre columnes. La majoria d'articles signats porten el nom de Cagliostro, pseudònim del mateix director Gregorio Fernan Küpfer. Hi col·laboren també Josep Déu Francesch (signa J. Déu F.) i Lluís Quer. Publica fulletons.

## Localització
- Col·lecció a la Biblioteca Central Xavier Amorós. Reus[4]